# Кобиляки (Тальнівська міська громада)
Кобиля́ки —  село в Україні, у Тальнівській міській громаді, Звенигородського району Черкаської області. У селі мешкає 35 людей.

## Історія
- Село постраждало внаслідок геноциду українського народу, проведеного окупаційним урядом СССР 1932-1933 та 1946-1947 роках.